# Літературна премія імені Івана Чендея
Літературна премія імені Івана Чендея — Всеукраїнський літературний конкурс, заснований Міжнародним благодійним фондом ім. І. Чендея. Проводиться в Закарпатті в рамках Чендей-фесту [Архівовано 25 січня 2022 у Wayback Machine.] з 2018 року. Конкурс, як і фестиваль, носить ім'я закарпатського письменника, лауреата Шевченківської премії 1994 року, Івана Чендея, громадського діяча, співавтора сценарію шедевру світового кіно — фільму режисера Сергія Параджанова «Тіні забутих предків»

## Історія конкурсу
Про конкурс було оголошено 2017 року, а вперше проведений він був до 95-літнього ювілею І. Чендея, в 2018. В перший рік журі отримало 173 роботи до трьох номінацій: молода проза, доросла проза, чендеєвознавство. Тоді ж було оголошено про плани проводити конкурс на щорічній основі, а щоп'ять років друкувати колективні збірки з творами учасників конкурсу. За результатами роботи конкурсу було видано збірку творів «Антологія Всеукраїнського конкурсу малої прози імені Івана Чендея», до якої увійшли оповідання усіх переможців. Альманах став однією з перших кних, виданих в Укріїні з початку повномасштабного вторгнення Росії в Україну. Усі кошти від продажу цієї книги були спрямовані на закупівлю автомобілів відомим волонтером, письменником Любка Андрій Степанович

### Номінації та переможці
2024 рік — відновлено роботу конкурсу. Резульати оголошені 22-24 серпня 2024 року в рамках традиційного Чендей-фесту 2024
Гран-Прі — Оксана Смерек (Львів) за твір «Коли відцвіте жовтодзвін».
Лауреати -
- Ірина Зелененька, «Мати Хоружа» (Вінниця);
- Галина Євтушик, «Антонівка» (Мелітополь — Хмельницький);
- Олександр Карпенко, «Місія» (Київ);
- Назар Вівчарик, «Книга року» (Черкаси);
- Медіна Гузинець, «Диригент» (Мукачево);

Спеціальні відзнаки журі конкурсу
- Лідія Яцкова, «Сльози Соледара» (Хмельницький);
- Яна Вовк, «Рукавичка з качечкою» (Харків);
- Назар Гонтар, «Господар Перехрестя» (Львів)

## У номінації «Чендеєзнавство. Наукові студії»[11]
Гран-прі
Світлана Кирилюк (Чернівці) за наукове дослідження «Особливості кінематографічного мислення Івана Чендея (на матеріалі малої прози письменника)»
ІІ місце
Ольга Деркачова (Івано-Франківськ) за наукове дослідження «Їсти, (не)любити, (не)пам'ятати, (не)пробачати: гастрономічні вподобання героїв малої прози Івана Чендея»
ІІІ місце
Тетяна Лях (Ужгород)  за наукове дослідження «„Все минається. Залишається тільки людське добро…“: феномен добра в новелістиці Івана Чендея»

## У номінації «Чендеєзнавство. Публіцистика»
Гран-прі
Гаврош Олександр (Ужгород) за цикл публіцистичних досліджень про Івана Чендея та історичні інтерв'ю з письменником
ІІ місце
Носа Михайло (Дубове, Закарпаття) за статтю «За обурених дубівчан замовте слово, або „Зняти з нас цю темну пляму!“»
ІІІ місце
Манукян Сергій (Харків) за нарис-статтю «Немеркнучі зірки Івана Чендея»
2023 рік
Конкурс та Літeратурно-мистецький фестиваль не проводився. Усі кошти перенаправлені для допомоги ЗСУ.
2022 рік
Номінація «Мала проза»
Гран-Прі — Наталія Лопушняк (Хаммоуда), (Італія, П'яченца) за оповідання «Празник»
Лауреати — Галина Яценко (Львів) за оповідання «Він мовчав…», Олена Демір (Анталія, Туреччина) за оповідання «Пуп'янок», Алла Лотоцька за оповідання «Кавалєр», Наталія Васильєва (Харків) за оповідання «Діонея мусципула», Галина Мельник (Івано-Франківськ) за оповідання «Пташиний Бог»
Спеціальна відзнака журі «За вишуканий стиль та письменницьку майстерність» — Олег Зав'язкін (Донецьк) за оповідання «Жовті роси, блакитні роси…», Ольга Халепа (Харків) за оповідання «Дівчина з високої гори»
Номінація «Чендеєзнавство»
Перша премія — Микола Васьків (Київ) за літературно-наукове дослідження «Іван Чендей у колі мистецтва і мистецтв»
2021 рік
Номінація «Мала проза»
Гран-Прі — Анастасія Переняк з Івано-Франківська за оповідання «Гостинець»
Лауреати — Неля Остапів за твір «Дюшес» (Німеччина, Баварія), Василь Горват «Задні ворота» (Закарпаття), Надія Гармазій «Порцелянове безсоння» (Кропивницький), Михайло Плосковітов «Коли озветься благовісник» (Житомир), Юрій Сичук «На варті» (Луцьк), Ганна Хома «Змовники» (Львів), Ольга Ткач «Чайчина мрія» (Хмельницький), Денис Донець «Це я врятував його» (Одеса), Ірена Яніцька «Тепер Августа» (Львів), Олена Макарчук «Барвінок» (Суми), Мар'яна Пильник «Л(юди)» (Львів), Василь Бондар «Поміж дощами» (Кропивницький), Михайло Ломоносов «Купа» (Чернігів), Світлана Бреславська «Зараза» (Івано-Франківськ), Оксана Кришталева «За три дні до…» (Львів), Василь Карп'юк «Я прощаю його перший раз» (Івано-Франківськ).
Номінація «Чендеєзнавство»
Гран — Прі — Антоніна Царук з Кропивницького за дослідження «Помежів'я вибору — незахищеність краси»
Лауреати — Світлана Бреславська «Повернення Івана Чендея [Архівовано 25 січня 2022 у Wayback Machine.]» (Івано-Франківськ), Надія Гармазій-Частакова «Духовний меч Івана Чендея» (Кропивницький), Микола Скрипець «Іван Чендей — істина життя» (Київ).

#### 2020 рік[16]
Номінація «Мала проза»
Гран — Прі — Ольга  Деркачова (Івано-Франківськ) за оповідання «Вода».
Лауреати: Олена Миклащук, Віктор Полянецький, Андрій Кириченко, Тетяна П'янкова, Вероніка Калитяк.
Номінація «Чендеєзнавство»
Гран — Прі — Роксолана Жаркова (Львів) за науково-публіцистичний аналіз «Чи-(я) — Музика?».
Лауреати: Антоніна Царук, Ольга Брюховецька, Наталія Мрака.

#### 2019 рік
Номінація «Мала проза»
Гран — Прі — Власта Власенко (Івано-Франківськ) за оповідання «Святий вечір».
Лауреати — Жанна Куява «Перед Великоднем» (Київ), Олена Пригода «Діточки» (Іспанія), Аліна Козачишин «Мені байдуже» (Київ), Олександр Стусенко «Тіні світу цього» (м. Бар, Вінницька обл.), Лариса Омельченко «Життя казкове» (Дніпро).
Номінація «Чендеєзнавство»
Лауреати — Ольга Козій «Заочне знайомство, або Спогади про Чендеєву робітню» (Кропивницький), Ольга Стасюк, відгук на оповідання «Лиска» Івана Чендея (Львів).
Крім цього спеціальні відзнаки журі отримали: Валентина Гальянова «Чуже життя» (Вінниця) та Віктор Сабалдашов «Бомж» (Миколаїв).
2018 рік
Номінація «Молода проза»
1 премія — Анастасія Літашова (м. Старобільськ Луганської обл.) за оповідання «Зелена пожежа».
Інші переможці: Аліна Улянич, Василь Малишка, Роман Сліпокоєнко.
Номінація «Доросла проза»
Гран — Прі — Роксолана Жаркова (Львів) за оповідання «Балтійський експрес».
Інші переможці: Анатолій Марущак, Олеся Маркович, Ірина Ликович, Оксана Мазур, Олена Качуренко.
Номінація «Чендеєзнавство»
Гран — Прі — В'ячеслав Бігун (Тячів) за кіносценарій «Пожертва, або Чайки летять на Схід».
Інші переможці: Сергій Федака, Олена Кладова.